# Bni Khaled
Bni Khaled est une commune rurale se trouvant juste à la sortie de Bni Drar vers Ahfir. Elle englobe les environs ruraux y compris la zone frontalière de l’Algérie. Les habitants sont de la tribu des Beni Snassen.

## La tribu des Bni Khaled
La tribu de Bni Khaled s’est formée sous le patronage de sidi Khaled , chérif édrissite qui a son tombeau à Ain Tmouchent, en Algérie.
Les Bni Khaled comprennent trois grandes fractions : les Taghajirt, les Oulad Ghazi et les Bni Drar.

### Les Taghajirt
Les Taghajirt sont en majorité berbères, ils comprennent :

Oulad Nhar
Oulad Zaim
Rehamna : se disent chorfa édrissites
Oulad Ghaiou
Les Bcharir
Tagherabt
Nejajra
Oulad el Gadi
Beni Tallest
Oulad Chih

### Oulad Ghazi
Oulad Ghazi, en majorité berbères, ils comprennent :
Bou Ammala
Oulad el Bali : de même origine que Bouammala (Beni Bousaïd)
Ahl Tizi : sont venus du Rif. Les Tizi Laffaga sont originaires d'Elwali sidi Ahmed Benyahya qui a donné naissance à la branche généalogique des Yahyaoui (Oulad Benyahya), cette branche est elle-même séparée en 2 entités : les Yahyaoui et les Bouazza
Ziamba : sont venus du Rif de la même tribu qu'Ahl Tizi
Lamkakra : sont Baquiya, descendants des Romains d’Afrique.
Oulad Yjjou : les premiers habitants de Tizi loussata. La famille Yjjou compte environ 456 âmes sans compter les Yjjou qui sont à l'étranger
Ouchanen : ils seraient Chorfa édrissites venus de l’ouest.
Ouled Elmongar qui comprennent : Hmamouchen : (parmi lesquels on trouve LAMHARGUA) originaires Bni khellouf (Bni Mengouch). Kelâa : originaires des Bni Koulal. Khezzanen dont l’ancêtre était joueur de zamer.

### Beni Drar
Beni Drar : sont surtout arabes, comprennent plusieurs tribus parmi lesquelles on trouve El Idane : originaires des Beni Mester de Tlemcen.